# Héctor Catalá Laparra
Héctor Catalá Laparra né le 17 juin 1988 à Serra dans la communauté de Valencienne est un triathlète handisport espagnol, champion du monde PTVI en 2019 et vice-champion paralympique PTVI 2020.

## Palmarès triathlon
Le tableau présente les résultats les plus significatifs (podium) obtenus sur le circuit international de paratriathlon depuis 2016. 
| Année | Paratriathlon                               | Pays     | Position          | Temps          |
| ----- | ------------------------------------------- | -------- | ----------------- | -------------- |
| 2023  | WTCS Montreal PTVI                          | Canada   | Médaille d'or     | 58 min 52 s    |
| 2021  | WTCS Besançon PTVI                          | France   | Médaille d'or     | 1 h 3 min 48 s |
| 2021  | Jeux paralympiques de Tokyo PTVI            | Japon    | Médaille d'argent | 1 h 2 min 11 s |
| 2020  | Coupe du monde - étape d'Alanya PTVI        | Turquie  | Médaille d'or     | 57 min 54 s    |
| 2019  | Coupe du monde - étape de Banyoles PTVI     | Espagne  | Médaille d'or     | 59 min 51 s    |
| 2019  | Championnats du monde de paratriathlon PTVI | Suisse   | Médaille d'or     | 1 h 5 min 3 s  |
| 2019  | WTCS Milan PTVI                             | Italie   | Médaille d'or     | 1 h 0 min 9 s  |
| 2018  | Coupe du monde - étape d'Aguilas PTVI       | Espagne  | Médaille d'or     | 1 h 5 min 44 s |
| 2017  | Coupe du monde - étape d'Altafulla PTVI     | Espagne  | Médaille d'or     | 1 h 2 min 12 s |
| 2016  | Championnats d'Europe de paratriathlon PTVI | Portugal | Médaille d'or     | 1 h 6 min 23 s |